# Knoxville (Georgia)
Knoxville is een plaats in de Amerikaanse staat Georgia. De plaats is een gemeentevrij gebied en hoofdplaats van Crawford County. 

## Plaatsen in de nabije omgeving
De onderstaande figuur toont nabijgelegen plaatsen in een straal van 3 km rond Knoxville

## Geboren in Knoxville
- John Pemberton (1831-1888), arts, apotheker en uitvinder van de drank Coca-Cola